# Cavaliers
Pour les articles homonymes, voir Cavalier.

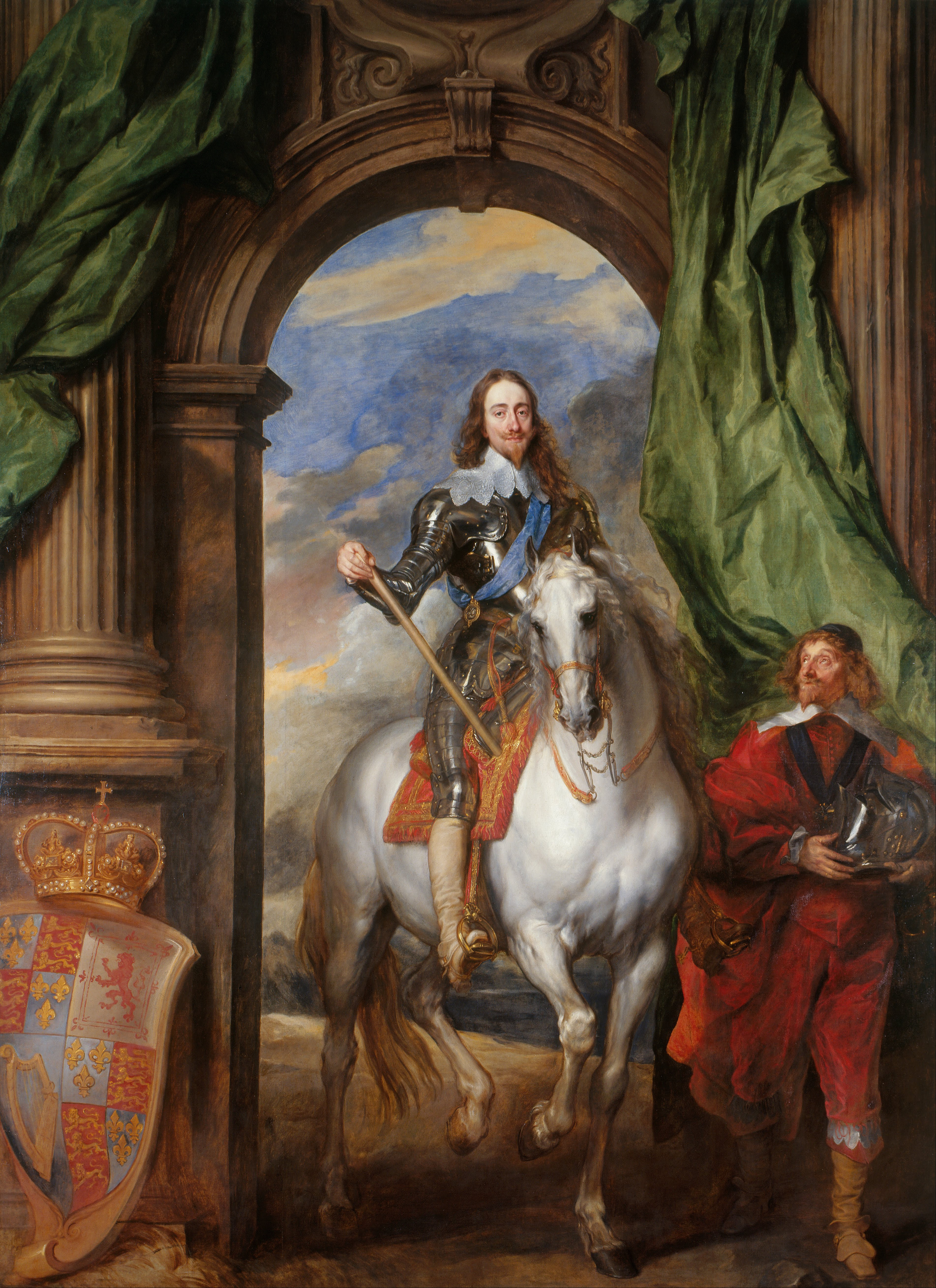
Charles Ier par Antoine Van Dyck.

Cavaliers est le surnom donné par les partisans du Parlement d'Angleterre aux royalistes lors de la Première guerre civile anglaise. Les plus célèbres d'entre eux ont servi sous le prince Rupert.

## Origine de l'expression
L'apparence des royalistes (cheveux longs et vêtements luxueux) contrastait avec celle des forces parlementaires, qui s'habillaient quant à eux sobrement. C'est donc pour se moquer de l'origine noble de leurs ennemis que les forces parlementaires les nommèrent « Cavaliers », mot dérivé du français « chevalier ». En représailles, les royalistes donnèrent le surnom de « Roundheads », c'est-à-dire « Têtes-Rondes », aux partisans du Parlement d'Angleterre (en référence à leur habitude d'avoir les cheveux très courts, et peut-être aussi à leur casque en fer rond).
À partir de 1679, les royalistes se firent plutôt appeler « Tories », nom qui désigne aujourd'hui les membres du Parti conservateur. 